# لی بریدون
لی بریدون (انگلیسی: Lee Brydon؛ زادهٔ ۱۵ نوامبر ۱۹۷۴) بازیکن فوتبال اهل بریتانیا است.
از باشگاه‌هایی که در آن بازی کرده‌است می‌توان به باشگاه فوتبال بارو، باشگاه فوتبال لیورپول، و باشگاه فوتبال بیشاپ اوکلند اشاره کرد.